# Paesi Bassi ai Giochi della XXXIII Olimpiade
I Paesi Bassi hanno partecipato ai Giochi della XXXIII Olimpiade, in corso di svolgimento a Parigi dal 26 luglio all'11 agosto 2024, con una delegazione di 294 atleti, 120 uomini e 174 donne in 27 sport e 32 discipline.
I portabandiera alla cerimonia di apertura sono stati Worthy de Jong e Lois Abbingh.

## Medagliere
| Riepilogo quotidiano | Riepilogo quotidiano | Riepilogo quotidiano | Riepilogo quotidiano | Riepilogo quotidiano | Riepilogo quotidiano |
| -------------------- | -------------------- | -------------------- | -------------------- | -------------------- | -------------------- |
| Giorno               | Data                 | Oro                  | Argento              | Bronzo               | Totale               |
| 1º                   | 27 luglio            | 0                    | 0                    | 0                    | 0                    |
| 2º                   | 28 luglio            | 0                    | 0                    | 0                    | 0                    |
| 3º                   | 29 luglio            | 0                    | 0                    | 0                    | 0                    |
| 4º                   | 30 luglio            | 0                    | 0                    | 0                    | 0                    |
| 5º                   | 31 luglio            | 1                    | 1                    | 1                    | 3                    |
| 6º                   | 1º agosto            | 1                    | 1                    | 1                    | 3                    |
| 7º                   | 2 agosto             | 2                    | 1                    | 0                    | 3                    |
| 8º                   | 3 agosto             | 2                    | 1                    | 2                    | 5                    |
| 9º                   | 4 agosto             | 0                    | 1                    | 0                    | 1                    |
| Totale               | Totale               | 6                    | 5                    | 4                    | 15                   |

### Per disciplina
| Sport       | Oro | Argento | Bronzo | Totale |
| ----------- | --- | ------- | ------ | ------ |
| Canottaggio | 4   | 3       | 1      | 8      |
| Vela        | 1   | 0       | 1      | 2      |
| Atletica    | 1   | 0       | 0      | 1      |
| Ciclismo    | 0   | 2       | 0      | 2      |
| Nuoto       | 0   | 0       | 2      | 2      |
| Totale      | 6   | 5       | 4      | 15     |

### Medaglie
| Medaglia | Nome | Sport            | Evento                      |
| -------- | --- | ---------------- | --------------------------- |
| Oro      | Lennart van Lierop Finn Florijn Tone Wieten Koen Metsemakers                                                                                    | Canottaggio      | 4 di coppia maschile        |
| Oro      | Benthe Boonstra Hermijntje Drenth Tinka Offereins Marloes Oldenburg                                                                             | Canottaggio      | 4 senza femminile           |
| Oro      | Ymkje Clevering Veronique Meester | Canottaggio      | 2 senza femminile           |
| Oro      | Odile van Aanholt Annette Duetz | Vela             | 49er FX femminile           |
| Oro      | Karolien Florijn | Canottaggio      | Singolo femminile           |
| Oro      | Isaya Klein Ikkink Lieke Klaver Eugene Omalla Cathelijn Peeters Femke Bol                                                                       | Atletica leggera | Staffetta 4×400 metri mista |
| Argento  | Laila Youssifou Bente Paulis Roos de Jong Tessa Dullemans                                                                                       | Canottaggio      | 4 di coppia femminile       |
| Argento  | Stef Broenink Melvin Twellaar | Canottaggio      | 2 di coppia femminile       |
| Argento  | Manon Veenstra | Ciclismo         | BMX femminile               |
| Argento  | Ralf Rienks Olav Molenaar Sander de Graaf Ruben Knab Gertjan van Doorn Jacob van de Kerkhof Jan van der Bij Mick Makker Dieuwke Fetter (timone) | Canottaggio      | 8 maschile                  |
| Bronzo   | Caspar Corbeau | Nuoto            | 200 metri rana maschili     |
| Bronzo   | Tes Schouten | Nuoto            | 200 metri rana femminili    |
| Bronzo   | Simon van Dorp | Canottaggio      | Singolo maschile            |
| Bronzo   | Luuc van Opzeeland | Vela             | IQFoil maschile             |

### Statistiche

#### Medaglie per genere
| Sesso      | Oro | Argento | Bronzo | Totale |
| ---------- | --- | ------- | ------ | ------ |
| Uomini     | 1   | 2       | 3      | 6      |
| Donne      | 4   | 2       | 1      | 7      |
| Gare miste | 1   | 0       | 0      | 1      |

## Delegazione
| Sport            | Uomini | Donne | Totale |
| ---------------- | ------ | ----- | ------ |
| Atletica leggera | 21     | 26    | 47     |
| Badminton        | 1      | 1     | 2      |
| Beach volley     | 4      | 2     | 6      |
| Break dance      | 2      | 1     | 3      |
| Canoa/kayak      | 1      | 4     | 5      |
| Canottaggio      | 19     | 14    | 33     |
| Ciclismo         | 12     | 15    | 27     |
| Equitazione      | 6      | 6     | 12     |
| Ginnastica       | 5      | 5     | 10     |
| Golf             | 0      | 1     | 1      |
| Hockey su prato  | 19     | 19    | 38     |
| Judo             | 5      | 5     | 10     |
| Nuoto            | 8      | 12    | 20     |
| Nuoto artistico  | 0      | 2     | 2      |
| Pallacanestro    | 4      | 0     | 4      |
| Pallamano        | 0      | 17    | 17     |
| Pallanuoto       | 0      | 13    | 13     |
| Pallavolo        | 0      | 13    | 13     |
| Pugilato         | 0      | 1     | 1      |
| Scherma          | 1      | 0     | 1      |
| Skateboard       | 0      | 2     | 2      |
| Tennis           | 4      | 2     | 6      |
| Tennistavolo     | 0      | 1     | 1      |
| Tiro con l'arco  | 1      | 3     | 4      |
| Triathlon        | 2      | 2     | 4      |
| Tuffi            | 0      | 1     | 1      |
| Vela             | 5      | 6     | 11     |
| Totale           | 120    | 174   | 294    |